# T・T・ボーイ
T・T・ボーイ（T.T. Boy、1968年4月30日 - ）はプエルトリコのポルノ男優・ポルノ映画監督。2009年1月現在、1500本以上のポルノ映画に出演し、100本以上の映画を監督している。

## 人物
ポルノ映画界に入る前はボクサーであった。彼の芸名はボクサー時代のリングネーム「トロイ・ザ・ボーイ (Troy the Boy)」に由来している。1989年に映画デビュー。以来XRCOの年間最優秀男優賞 (Male Performer of the Year) に2度輝き、AVNの年間最優秀男優賞も獲得している。
代表作として『Black Street Hookers』『Spanish Fly Pussy Search』『Orgy World』などが挙げられる。彼の1歳違いの弟もポルノ男優である。通常はタロン (Talon) の芸名を用い、ゲイポルノに出演する際にはレックス・ボールドウィン (Lex Baldwin) と名乗っている。また彼らのおじもダーティー・ハリー (Dirty Harry) というポルノ男優である。
T・Tはカリフォルニア州ロサンゼルスのヴァン・ヌイズに拠点を置く彼自身のポルノ映画製作会社Evasive AngelsとT.T.B. Productionsを経営している。

## 受賞歴
XRCO
- 1992年 XRCO Woodsman of the Year[4]
- 1994年 XRCO Best Couples Scene - 『Seymore & Shane on the Loose』(Lanaとともに)[5]
- 1995年 XRCO Male Performer of the Year[5]
- 1995年 XRCO Woodsman of the Year[5]
- 1996年 XRCO Male Performer of the Year[5]
- 1996年 XRCO Best Anal or D.P.Scene - 『Car Wash Angels』(カリーナ・コリンズ、トム・バイロンとともに)[5]
- 1998年 XRCO Best Male-Female Scene - 『Pink Hotel on Butt Row』(Elenaとともに)[5]
- 1999年 XRCO殿堂入り[5]

AVN
- 1993年 AVN Best Group Scene（ビデオ） - 『Realities 2』(アシュリン・ギア、マーク・ウォーリスとともに)[6]
- 1994年 AVN Best Couples Sex Scene（ビデオ） - 『Bikini Beach』(Sierraとともに)[6]
- 1996年 AVN Best Couples Sex Scene（映画） - 『Blue Movie』(ジェナ・ジェイムソンとともに)[6]
- 1997年 AVN Male Performer of the Year[6]
- 1997年 AVN Most Outrageous Sex Scene - 『Shock』(シェイラ・ラヴォー、ヴィンス・ヴォイヤーとともに)[6]
- 2003年 AVN殿堂入り[7]

FOXE
- 1997年 FOXE Male Fan Favorite（ショーン・マイケルズとタイ）[8]
- 1998年 FOXE Male Fan Favorite（ショーン・マイケルズとタイ）[8]
- 1999年 FOXE Male Fan Favorite（トム・バイロンとタイ）[8]

Legends of Erotica
- 2004年 Legends of Erotica殿堂入り[9]

アーバンXアワード
- 2009年 アーバンXアワード殿堂入り